# Ferski otoki na Pesmi Evrovizije
Ferski otoki se zaradi svoje nesamostojnosti še nikoli niso udeležili tekmovanja za Pesem Evrovizije. 

## Poskusi udeležbe
Prvič so se Evroviziji hoteli pridružiti leta 2010, kjer pa so bili zavrnjeni, saj niso popolnoma samostojna država, temveč so pod dansko upravo. Zavrnitev na Evroviziji so dolgo prikrivali, leta 2015 pa je to razkril njihov minister za šolstvo. Od leta 2010 Ferski otoki niso več pokazali zanimanja za udeležbo Evrovizije.
Po udeležbi Avstralije na Evroviziji 2015 pa so Ferski otoki dobili ponovno upanje. Ker Avstralija leži na drugem koncu sveta kot Evropa, je bilo to veliko odstopanje od pravil Evrovizije. Tako so tudi Ferski otoki računali na popustitev pravil in so po Evroviziji 2015 ponovno zaprosili za udeležbo. Ker pa naj jih na Evroviziji 2016 ne bi bilo, so bili verjetno ponovno zavrnjeni.